# Metâmero
Em sentido estrito, um metâmero é uma porção do corpo que contém todas as partes orgânicas essenciais. Em sentido lato é cada um dos segmentos semelhantes em que se divide o corpo de um animal.
A maioria dos grupos animais são possuidores de corpos metamerizados em diferente grau. As centopeias e as minhocas são exemplos de animais com metamerização residual nas estruturas associadas à coluna vertebral.